# Sébastien Rhéal
Auguste Sébastien Gayet, dit Sébastien Rhéal, né à Beaujeu le 15 juin 1815 et mort à Gentilly le 5 avril 1863, est un poète et dramaturge français.

## Biographie
Il écrivit d'abord dans la presse départementale, vint à Paris, et fit recevoir au théâtre de la Gaîté un drame, La Vendetta (1835), qui ne put être représenté. Il entreprit, en 1846, avec le secours d'allocations du gouvernement, la traduction des œuvres complètes de Dante. Ce travail considérable, accompagné d'une introduction et de remarques détaillées, comprend la Vie nouvelle, la Divine Comédie, les Poésies amoureuses, et le Banquet, commentaire philosophique traduit pour la première fois, un sixième volume, est destiné au Glossaire universel de Dante.
On a encore de lui les Chants du Psalmiste (1839-1840, 2 vol. in-8°), les Divines féeries de l'Orient et du Nord (1842, in-8°, avec dessins de Mme F. Rhéal), traditions mythologiques de tous les peuples, le Martyre des religieuses polonaises (1846), la Roumanie renaissante (1850), quelques pièces de vers, telles que les Funérailles de Napoléon (1840) et la Vision de Faustus à l'Exposition universelle (1855), enfin une tragédie grecque, Hippolyle Stéphanophore (1854).
Il a ajouté à son patronyme le pseudonyme de son frère ainé, Amédée de Césena.

## Publications
- Les Funérailles de Napoléon, 1840.
- Guirlande funèbre, Paris, A. Le Gallois, 1841.
- Les Chants du Psalmiste, odes, hymnes et poèmes, 1840.
- Chants nationaux et prophétiques, suivis d’une réponse à la Marseillaise de la paix de M. de Lamartine,…, 1841.
- Les Divines Féeries de l’Orient et du Nord, légendes, ballades, gazals, romances, myriologues, petits poèmes, 1843.
- La Tribune indépendante. Un salut à Molière… Prophéties d’un fou. Hymne à la mémoire de Gilbert, d’André Chénier, d’Hégésippe Moreau, d’Aloysius Bertrand et de Louis Berthaud. Le Procès du prince des critiques et du tribun. Les Écrivains devant le jury. Le Ministre et le poète. Une simple histoire (assassinat et suicide par amour). Appel aux écrivains, 1844.
- Le Triomphe de la charité, 1844.
- Le Martyre des religieuses polonaises, avec des notices explicatives, relation fidèle et complète des horribles événements de Lithuanie,…, 1846.
- À MM. les membres des deux chambres législatives. Notice explicite sur l’impérieuse urgence d’une réglementation fixe et de la publicité de l’emploi des fonds votés à l’encouragement des sciences et des lettres, avec le tableau sommaire des graves abus subsistant depuis 1830 dans l’état discrétionnaire de ces crédits, d’après les seuls rapports officiels. , 1847.
- Principaux articles des divers organes de la presse, contenant l’historique des actes illégaux commis par M. le ministre de l’Instruction publique… envers le pétitionnaire M. Sébastien Rhéal (année 1847)…, 1847.
- Mémoire pour la réorganisation du Théâtre-Français et protestation des écrivains contre sa marche actuelle sous la direction exclusive du comité sociétaire. À monsieur le ministre de l’intérieur. À messieurs les membres des deux chambres législatives, de la commission des théâtres royaux, et de la commission spéciale nommée par M. le ministre pour examiner la situation de la Comédie-Française, 1847.
- Documents historiques, 1847.
- Dernière année du ministère Guizot. Suppression d’une indemnité littéraire pour un mémoire aux Chambres, 1848.
- Nouveaux documents historiques. République française, 15 août 1848… À l’Assemblée constituante, 1848.
- Principaux Articles des divers organes de la presse, contenant l’historique des actes illégaux commis… envers le pétitionnaire, 1848.
- Résurrection des peuples. La Roumanie renaissante, 1850.
- La Divine Comédie : l’enfer, le purgatoire, le paradis (trad. nouv., précédée d’une introd. contenant la vie de Dante et une clef générale du poème par Sébastien Rhéal. Avec des notes d’après les meilleurs commentaires par Louis Barré. Ill. par Antoine Étex), Paris, Bry, 1854, 204 p. (OCLC 554304904, lire en ligne).
- Le Monde dantesque ou Les papes au Moyen Age, 1856.
- Vie de Dante, 1856.
- Moyen âge dévoilé. Le monde dantesque. Première galerie illustrée. Les papes de la terre, de l’enfer et du purgatoire, 1857.
- Les Deux Phèdre. Mme Ristori et Melle Rachel. Lettre à M. Carini,… sur quelques hérésies théâtrales, Supplément à la publication de l’Hyppolyte porte-couronne, traduit d’Euripide pour la Scène française, 1858.
- Portefeuille inédit. Les Stations poétiques, heures d’amour et de douleur. Les Messidoriennes, préface de Luc. Bathelier, 1858.
- Une tentative de rénovation théâtrale. Résumé de l’opinion publique, ou appréciations émanées de juges compétents sur diverses questions du théâtre actuel et sur l’Hippolyte porte-couronne, traduit d’Euripide pour la scène française avec les chœurs et la mise en scène primitive musique de M. Elwart… Ouvrage lu le 31 octobre 1852 devant les comités des associations artistiques présidées par M. le Bon Taylor…, 1859.
- Première olympiade française. La Vision de Faustus, ou l’Exposition universelle en 1855, comédie-apologue à grand spectacle.
- Exposition du tableau de la Sulamite refusé par le jury de peinture de 1842… Notice du tableau de la Sulamite.
- À Messieurs Les Président et conseillers composant la Cour impériale de Paris, pour M. Rhéal de Césena, auteur dramatique appelant contre M. Corti, ex-directeur du Théâtre Impérial Italien.
- Première Olympiade française. La Vision de Faustus, ou l’Exposition universelle en 1855, comédie-apologue à grand spectacle.